# Arnager Bugt
Arnager Bugt er en bugt beliggende syd for Bornholm mellem Arnager i vest og Sose Odde i øst. Ved Arnager ligger Arnagerhavn.
Ved Arnager Bugt ligger Natura 2000-område nr. 187 Kystskrænter ved Arnager Bugt, og ved Sose Odde ved østenden af bugten ligger resterne af en skanse fra Skånske Krig.
Ved kysten er 14,8 hektar fredet.
Midt i 1800-tallet fandt den bornholmske geolog Magnus Jespersen knolde af fosforit, hvoraf man kan udvinde kunstgødning. Men først under 1. verdenskrig, da import af gødningsmidler stoppede, blev der vist interesse for forekomsten. I 1918 opførte staten en fabrik ved Madsegrav. Fosforitten blev udskibet til Aalborg fra en pælebro, som der endnu findes rester af ved stranden. Resterne af fabrikken ses i den vestlige del af området på et kreaturgræsset overdrevsområde.